# Велика Кочовка
Велика Кочо́вка (рос. Большая Кочёвка) — присілок у складі Ірбітського міського округу Свердловської області.
Населення — 421 особа (2010, 437 у 2002).
Національний склад населення станом на 2002 рік: росіяни — 95 %.